# Die Fledermaus (film 1931)
 Die Fledermaus è un film del 1931 diretto da Carl Lamac. È una commedia musicale tratta dalla commedia francese Le Réveillon di Ludovic Halévy e Henri Meilhac.

## Produzione
Il film fu prodotto dalla Ondra-Lamac-Film in associazione con la Vandor Film.

## Distribuzione
Distribuito dalla Bayerische Filmgesellschaft-m-b-H, uscì nelle sale cinematografiche tedesche il 25 dicembre 1931.